# Skien
Skien est une commune de Norvège, située dans le comté (fylke) du Telemark, dont elle est la capitale administrative et la ville principale. Elle borde les communes de Sauherad et Kongsberg au nord, Siljan à l'est, Porsgrunn et Bamble au sud et Drangedal et Nome à l'ouest. Elle fait partie de la région de Grenland.

## Géographie
Skien est la 11e ville de Norvège avec une population de 50 696 habitants en 2007. Elle a une surface de 778 km².

## Administration
Le maire de Skien est Mme Hedda Foss Five (Arbeiderpartiet - Parti du Travail).

### Jumelage
- Rendsburg (Allemagne) depuis 1995[2]

## Histoire
La ville de Skien est une des plus anciennes de Norvège au temps des vikings Skien s'appelait Scheen et son histoire remonte à l'an 900. Le premier document donnant à Skien le privilège d'être une ville remonte à 1358.
L'exploitation industrielle des ressources naturelles a commencé au XVIe siècle avec la mine de Glasergruva, le centre de métallurgie de Fossum Jernverk et la scierie qui exploita les chutes d'eau.
Lorsque la flottaison du bois sur la rivière a commencé au XVIIe siècle, Skien est devenu un port d'exportation de billes de bois et de planches, et un port d'importation de blé.
Au XVIIIe siècle, les localités de Porsgrunn, Brevik et Langesund, à la géographie mieux adaptée aux activités portuaires, se développèrent et Skien déclina.
Par la suite, Skien devait connaître un nouveau développement comme ville industrielle, centre de communications et centre administratif du comté.
En 1873 est établie la fabrique de papier Union Bruk, fermée en 2006 par le groupe Norske Skog. En 1854-1861 est construit le canal Skien-Mer du Nord et en 1892 le canal Bandak-Mer du Nord. Skien a sa première voie ferrée en 1882.
Une série de grands incendies a détruit la ville en 1652, 1671, 1681, 1732, 1766, 1777 et 1886. Le niveau actuel du centre-ville date du dernier grand incendie en 1886.
En 1964, la ville de Skien a fusionné avec les lieux-dits de Solum, Gjerpen et Valebø.

## Attractions
- Maison d'Ibsen, centre culturel
- Canal du Telemark
- Musée Brekkeparken
- Musée du Telemark, musée d'histoire culturelle
- Snipetorp, le quartier le plus ancien de Skien avec des maisons en bois de la fin du XVIIIe siècle.
- Oddbakken (no), tremplin de saut à ski

## Personnalités liées à la commune
- August Cappelen (1827 - 1852), peintre national romantique
- Henrik Ibsen (1828 - 1906), écrivain
- Tor Åge Bringsværd (1938 - ),  écrivain
- Julie Bergan (1994 - ), chanteuse
- Rafik Zekhnini (1998 - ),  footballeur
- Kari Løvaas (1939-2025), soprano d'opéra née à Skien

## Jumelages
| Ville | Ville            | Pays | Pays       | Période     |
| ----- | ---------------- | ---- | ---------- | ----------- |
|       | Belozersk        |      | Russie     |             |
|       | Commune de Jõhvi |      | Estonie    |             |
|       | Jackson          |      | États-Unis |             |
|       | Loimaa           |      | Finlande   |             |
|       | Minot            |      | États-Unis |             |
|       | Mosfellsbær      |      | Islande    |             |
|       | Onești           |      | Roumanie   |             |
|       | Rendsburg        |      | Allemagne  | depuis 1995 |
|       | Sorrente         |      | Italie     |             |
|       | Thisted          |      | Danemark   |             |
|       | Uddevalla        |      | Suède      |             |